# 豆蔻山县
豆蔻山县是柬埔寨菩萨省下辖的一个县。此县因附近的豆蔻山脉而得名。
据1998年人口普查，此县共有54,136人。